# Saturday Night Fever (musical)
Saturday Night Fever is een musical naar het verhaal van Nik Cohn.
De productie werd een eerste maal in 1998 gebracht in het Londense West End. Later volgden Broadway (1999), Nederland (2003), een herneming in West End in 2004, en producties in Seoul (2007) en Madrid (2009).

## Verhaal

### Eerste acte
1977, New York: Brooklyn en Manhattan.
Tony Manero woont in Bayridge, een wijk in Brooklyn en werkt zes dagen in de week in een verfwinkel. Op zaterdagavond is hij dé ster in de discotheek '2001 Odyssey'. Het motto van de jongeren op straat in Bayridge, is STAYIN' ALIVE. Tony heeft een mooi blauwe blouse gezien voor in de disco, maar kan hem nog niet betalen. Hij laat de blouse opzij leggen. Zijn baas Fusco wil hem echter geen voorschot geven.
Na het werk gaat hij naar zijn huis, waar hij woont met zijn vader (Frank), moeder (Flo) en zus (Linda Manero). De oudere broer van Tony, Frank jr., is priester en de trots van de familie. Tony' s ouders zouden graag zien dat hij in zijn voetsporen treedt. Na het eten vertrekt Tony met zijn vrienden Bobby C., Double J, Gus en Joey (ze noemen zichzelf the Faces) naar de discotheek '2001 Odyssey'. De swingende disconummers zwepen, onder leiding van de extravagante DJ Monty, het publiek op. Op de dansvloer is Tony het ultieme voorbeeld voor The Faces. Vrouwen aanbidden hem.
Annette is ook in de '2001 Odyssey'. Samen willen zij meedoen aan de jaarlijkse danswedstrijd die over twee weken gehouden wordt. Tony hoopt hiermee net voldoende geld te winnen om weg te gaan uit het grimmige Bayridge.
Dan ziet Tony, een andere vrouw, die diepe indruk op hem maat. Monty vertelt hem dat ze Stephanie Mangano heet en ook in zijn studio danst. Tony slooft zich enorm uit om indruk te maken op Stephanie.
Thuis bij de familie Manero is de sfeer er niet beter op geworden. Als Tony op zijn kamer komt zit zijn broer daar. Die is, zeer tegen de zin van zijn ouders, uitgetreden. Omdat iedereen zo over met zichzelf bezig is, is niemand geïnteresseerd in Tony's opslag. In de dansstudio van Monty gaan Annette en Tony oefenen voor de danswedstrijd, maar Annette wil meer dan alleen dansen en neemt de repetitie niet serieus. Tony wordt boos en zegt dat ze kan gaan. In een andere zaal is Stephanie aan het repeteren en Tony gaat naar binnen denkend dat zijn macho praatjes wel zullen aanslaan. Stephanie is echter niet van zijn praatjes gediend. Na veel aandringen weet hij haar ervan te overtuigen samen met hem aan de danswedstrijd mee te doen.
Ergens op straat in Bayridge, komt Annette the Faces tegen, ze pesten haar een beetje en Bobby C. vraagt haar om raad om dat zijn vriendin Paulien zwanger is. Als Tony er bij komt vertelt hij dat hij verder danst met Stephanie. Annette's hart breekt. 
Tony besluit Frank mee te nemen naar '2001 Odyssey'. Bobby C. gaat bij Frank te rade omdat zijn vriendin Paulien zwanger is en dat bij zijn katholieke familie niet zal worden geaccepteerd. Frank heeft echter alleen maar oog voor zijn broer die het middelpunt van de dansvloer is.

### Tweede acte
Na het uitgaan gaan the Faces, Tony en Annette naar de Verrazano Narrows Bridge. The Faces zien in Annette, die ondanks alles achter Tony aan blijft lopen, een makkelijke prooi voor hun pesterijen. Weer in de Dansstudio van Monty, lukt het Tony niet om Stephanie voor zich te winnen. Ze doet precies waar ze zin in heeft. Tony is zelfs blij dat hij haar mag helpen met verhuizen. Dan stormen de Faces binnen, Gus is in elkaar geslagen door de Baracuda's en ze willen wraak. Tony stelt voor dat te doen als de Baracuda's niet met te veel zijn.
Tony wil Bobby's auto lenen, om Stephanie te helpen verhuizen. Bobby wil met Tony praten over Pauliens zwangerschap. Maar Tony heeft haast en luistert niet. Frank Jr. heeft ondertussen besloten om Bayridge te verlaten en geeft Tony de raad dat hij moet doen wat hij zelf denkt dat goed voor hem is. Als Tony geen vrij krijgt om Stephanie te helpen verhuizen neemt hij ontslag. Als Tony en Stephanie in de flat aankomen is Jay daar. De man met wie Tony Stephanie de eerste avond zag. Als hij om een verklaring vraagt, zegt ze dat Jay de enige was die haar in Manhattan, wegwijs wilde maken. 
Die avond heeft Tony 3 Baracuda's meegelokt naar de ondergrondse. Daar slaan ze hen in elkaar. Dan komt Gus vertellen dat hij toch niet zeker weet of zij het wel waren. Het is de avond van de danswedstrijd. Tony en Stephanie gaan vol vertrouwen de dansvloer op. Na het zien van de andere dansen weet Tony dat ze bijna geen kans hebben om te winnen. Tot zijn grote verbazing worden Stephanie en hij echter uitgeroepen tot de winnaars. Tony denkt dat er discriminatie in het spel is en geeft de beker aan het latincouple. Dit tot grote woede van Stephanie. 
Buiten vraagt Stephanie wat er met Tony is. Hij probeert haar te zoenen, maar Stephanie duwt hem weg. Ze zegt dat ze niet van hem houdt maar hem alleen maar gebruikt. Als Tony bij de brug komt, kan hij net Annette opvangen die door Joey en Double J is verkracht. Annette rent weg als Tony zegt; 'gefeliciteerd Annette nu ben je een slet.' Op dat moment worden Bobby's frustraties hem te veel en klimt hij op de brug. Tony probeert hem eraf te praten en te halen, maar Bobby is zo wanhopig over Paulien. Op het moment dat hij naar beneden wil komen glijdt hij uit en valt van de brug. Tony grijpt naar zijn arm, maar het is te laat.
Na het afgrijselijke gebeuren neemt Tony de metro naar Manhattan. Alle gebeurtenissen van de laatste dagen zijn Tony bijna te veel geworden. Hij eindigt in Stephanies flat Hij vertelt haar over zijn plan om Bayridge achter zich te laten en naar Manhattan te verhuizen. Hij vraagt haar of ze elkaar weer opnieuw zouden kunnen zien. Ze besluiten een nieuwe start te maken als vrienden.

## Nederlandse cast
De musical ging op 17 juni 2001 in première in het Beatrix Theater in Utrecht, en had daar haar laatste voorstelling op 23 februari 2003.
In het seizoen 2011-2012 komt Saturday Night Fever terug in de Nederlandse theaters, nu als tourversie. De première was op 17 februari 2012. Deze vond plaats in Koninklijk Theater Carré. Beide versies werden geproduceerd door Joop van den Ende producties/Stage Entertainment.
In theaterseizoen 2020/2021 kwam de musical terug in de Nederlandse theaters, datmaal geproduceerd door De Graaf & Cornelissen Entertainment. De musical ging in première in januari 2021 met Javan Hoen en Vajèn van den Bosch in de hoofdrollen maar ging door de coronapandemie niet door.
Vanaf het theaterseizoen 2024/2025 komt de musical alsnog in de theaters met Buddy Vedder en Esmée Dekker in de hoofdrollen. De producent is De Graaf & Cornelissen Entertainment.

### Hoofdrollen
| Rol                          | 2001-2003 (Joop van den Ende producties/Stage Entertainment) | 2012 (Stage Entertainment) | 2024-2025 (De Graaf & Cornelissen Entertainment)                                                                                                  |
| ---------------------------- | --- | --- | --- |
| Tony Manero                  | Joost de Jong | Joey Ferre | Buddy Vedder |
| alternate Tony Manero        | Richard Rodermond, Charly Luske | - | |
| understudy Tony Manero       | Roy Kullick, Barry Meijer, Stefan Swinkels, Ferry de Graaf | Daniel Visser, Roman van der Werff | Davy Reedijk |
| Stephanie Mangano            | Chantal Janzen | Noortje Herlaar, Michelle Splietelhof | Esmée Dekker |
| understudy Stephanie Mangano | Laurie van Iersel, Tanja de Nijs | Rowen Aida Ben Rabaa, Saar Bressers | Lieke Janssen, Floor Brüggenwirth |
| Annette                      | Claudia de Graaf, Daphne Flint | Laurie Reijs | Gina Bentvelsen |
| understudy Annette           | Joyce Stevens | Kelsey Blikslager, Melinda de Vries | Floor Brüggenwirth, Zoë Rijk |
| DJ Monty                     | Michael Diederich, Carlo Boszhard, Danny Rook, Tony Neef | Rogier Komproe | Barry Beijer |
| understudy DJ Monty          | Mischa Hendrikse | Marcel Rocha, Mitch Wolterink | Boy Ooteman |
| Bobby C.                     | Duncan Anepool | Karel Simons | Michael Muyderman |
| understudy Bobby C.          | Marcel Visscher | Mitch Wolterink, Pieter de Groot | Steven van Gemert |
| Double J.                    | Mischa Hendrikse | Lars van Sermond | Davy Reedijk |
| understudy Double J.         | Ferry de Graaf | Marcel Rocha, Pieter de Groot, Rick Mcdonald, Frank Lunenburg | Menno Dekker |
| Gus                          | Stefan Swinkels, Richard Rodermond, Roy Kullick | Daniel Vissers | |
| understudy Gus               | Eugene Jans | Andre Haasnoot, Pieter de Groot, Rick McDonald, Frank Lunenburg | |
| Joey                         | Marcel Visscher | Alessandro Pierotti | Marvin Sikkema |
| understudy Joey              | Oren Schrijver, Ferry de Graaf, Eugene Jans | Pieter de Groot, Frank Lunenburg, Rick McDonald | Stijn Holewijn |
| Frank Manero Sr.             | Peter Hoeksema | Tim Meeuws | Raymond Paardekooper |
| understudy Frank Manero Sr.  | Timon Moll | Roman van der Werff, Christo van Klaveren | David van den Tempel |
| Flo Manero                   | Irene Kuiper | Judy Doorman | Mariska van Kolck |
| alternate Flo Manero         | Ellen Röhrman | - | |
| understudy Flo Manero        | Esther Koenen | Melinda de Vries, Laurie van Iersel | |
| Frank Manero Jr.             | Pim Veth, Arjan ten Broecke | Roman van der Werff | David van den Tempel |
| understudy Frank Manero Jr.  | Timon Moll | Frank Lunenburg, Rick McDonald | Menno Dekker |
| Linda Manero                 | Talita Angwarmasse, Sabrina Tiebosch | Kim Laura Pool | |
| understudy Linda Manero      | Anandi Felter | Alies Thomas | |
| Fusco/ Al                    | Hans Zuijdveld | | Boy Ooteman |
| understudy Fusco/ Al         | Timon Moll | Christo van Klaveren, Roman van der Werff | Menno Dekker |
| Jay/ Becker                  | Timon Moll, Oren Schrijver | Roman van der Werff | Boy Ooteman |
| understudy Jay/Becker        | ? | Frank Lunenburg, Rick McDonald | Menno Dekker |
| Ensemble                     | Priscilla G. Cornelius, Svetlana David, Beverly Durand, Marieke Hulst, Anandi Felter, Shannon Farren, Candy Gerritsen, Laurie van Iersel, Tanja de Nijs, Joyce Stevens, Yvette de Wilde, Wieke Wiersma, Talita Angwarmasse, Sandra Stam, Gemma Hauptmeier, Saskia van Heijster. Russel d'Antonio, Martin van Bentem, Peter Giovanni, Edward Grundy, Michael Macalintal, Barry Meijer, Tom Mickers, Carlos Sierra, Heinz Stitzinger, Ferry de Graaf, Steven Dragenstein, Teo David, Tabi Awan, Marnix van den Broeke, Pim Veulings, Rhys Brown, André de Jong, James-John van der Velde, Eddy Grundy, Mark Dowe. | Rowen Aida Ben Rabaa, Kelsey Blikslager, Saar Bressers, Chantal Copello, Ymke Fros, Marjolein van Haren, Iris Meeusen, Kim Laura Pool, Melinda De Vries. André Haasnoot, Giovanni Eduard Menig, Ivan Paulovich, Marcel Rocha, Mitch Wolterink | Sergio Nanlohy, Stijn Holewijn, John Togba, Richannel Wesker, Melissa Otten, Terra Luna Urbach, Rochelle Ramos, Lieke Janssen, Floor Brüggenwirth |
| Swings                       | | Laurie van Iersel, Jorien Molenaar, Alies Thomas, Pieter de Groot, Frank Lunenburg, Rick McDonald | Menno Dekker, Steven van Gemert, Zoë Rijk, Midja Linscheer, Koen van Aken, Lukas Beelen, Tona Akershoek, Valentina Dekker                         |

### Creatives
- Nik Cohn - verhaal
- Norman Wexler - scenario
- The Bee Gees - muziek
- Klara Zieglerova - decorontwerp
- Ilona Somogyi - kostuumontwerp
- Michael Odam - lichtontwerp
- Jeroen ten Brinke - geluidsontwerp
- Harold Mertens en Sjoerd Didden - kap en grime
- Nigel Wright - arrangementen
- Wijnoud van Klinken en René op den Camp - muzikale leiding
- Peter Broekhuizen - additionele arrangementen
- Maurice Wijnen en Marianne van Wijnkoop - casting
- Henk van Gilpen - technisch manager
- Barbara Borger - productie leiding
- Erika Kuyten - resident director
- Erwin van Lambaart - algemeen directeur
- Robin de Levita - uitvoerend producent
- Sarah Milos - choreograaf
- Lou Jacob - regie
- Joop van den Ende - producent.